# Kävlinge (comune)
Kävlinge è un comune svedese di 28 928 abitanti, situato nella contea di Scania. Il suo capoluogo è la cittadina omonima.

## Località
Nel territorio comunale sono comprese le seguenti aree urbane (tätort):
| # | Località       | Popolazione |
| - | -------------- | ----------- |
| 1 | Kävlinge       | 8.550       |
| 2 | Löddeköpinge   | 5.582       |
| 3 | Furulund       | 3.888       |
| 4 | Hofterup       | 3.243       |
| 5 | Dösjebro       | 752         |
| 6 | Sandskogen     | 533         |
| 7 | Barsebäck      | 509         |
| 8 | Barsebäckshamn | 401         |
| 9 | Lilla Harrie   | 321         |